# Aeroporti in Georgia
La seguente è una lista degli aeroporti civili e militari in Georgia:

## Aeroporti internazionali
| Nome                                | Città   | ICAO | IATA | Coordinate              |
| Aeroporto Internazionale di Batumi  | Batumi  | UGSB | BUS  | 41.610278°N 41.599694°E |
| Aeroporto internazionale di Kutaisi | Kutaisi | UGKO | KUT  | 42.176825°N 42.482714°E |
| Aeroporto di Tbilisi                | Tbilisi | UGTB | TBS  | 41.669167°N 44.954722°E |

## Aeroporti minori
| Nome                            | Città   | ICAO | IATA | Coordinate              |
| Aeroporto di Kutaisi Ovest      | Kutaisi | UG26 |      | 42.248614°N 42.624661°E |
| Aeroporto di Pskhu              | Pskhu   |      |      | 43.366667°N 40.816667°E |
| Aeroporto di Sukhumi-Dranda     | Sukhumi | UGSS | SUI  | 42.858233°N 41.128144°E |
| Aeroporto di Telavi-Kurdgelauri | Telavi  | UG25 |      | 41.953431°N 45.507994°E |

## Aeroporti militari
| Nome                           | Città            | ICAO | IATA | Coordinate              |
| Base aerea di Bolshiye Shiraki | Bolshiye Shiraki | UG28 |      | 41.379544°N 43.367333°E |
| Base aerea di Gudauta          | Gudauta          | UGOU |      | 43.104044°N 40.579272°E |
| Base aerea di Marneuli         | Marneuli         | UG22 |      | 41.459211°N 44.783211°E |
| Base aerea di Tbilisi-Soganlug | Tbilisi          | UG24 |      | 41.65°N 44.936°E        |
| Base aerea di Vaziani          | Tbilisi          | UG27 |      | 41.628042°N 45.03075°E  |